# Giuseppe Bavastro
Giuseppe Bavastro, né le 10 mai 1760 à Sampierdarena dans la république de Gênes et mort le 10 mars 1833 à Alger, est un marin et corsaire italien ayant passé l'essentiel de sa vie à Nice.
Décoré de l'ordre de la hache de guerre et nommé capitaine de frégate en 1804 puis anobli chevalier du Premier Empire en 1805 par lettre patente signée de la main de Napoléon Bonaparte, et enfin chevalier de la Légion d'honneur en 1832 sous Louis-Philippe à l'époque de la monarchie de Juillet, il est une figure populaire de la culture niçoise dont le nom est resté attaché au quartier du port Lympia de Nice, où il grandit et vécu et où une rue porte son nom, ainsi qu'à l’église Notre-Dame-du-Port.

## Biographie
Giuseppe Bavastro naît dans la province de Gênes en 1760 d'une famille liée à la mer depuis plusieurs générations. Son père Michele Bavastro (Sampierdarena, Gênes, 1729-Nice, 1787) est un ingénieur hydrographe installé à Nice où il travaille sur la modernisation du port. Sa mère Maria Parodi (Sampierdarena, Gènes, 1729-Nice, 1804) est la fille du riche armateur génois Nicola Parodi, et son oncle Giovanni-Battista Parodi est lui-même capitaine de navire, c'est sur l'un de ses bateaux que le jeune Giuseppe commencera à naviguer, avant de poursuivre sa formation comme mousse des bateaux de l'unité des dragons de Sardaigne.
Le clan de Michele Bavastro et de son frère Domenico s'établit définitivement à Nice, quartier du port Lympia, en 1768 alors que Giuseppe Joseph, fils cadet des cinq enfants (Gian Battista 1753-1785, Martino 1755-1801, Madalena 1765-1822, Giuseppina 1766-1804) n'a que 8 ans. Il passera ainsi une jeunesse marquée par la culture nissarde dans laquelle se fond sa famille, à l'instar d'une autre famille génoise de Nice qu'ils fréquenteront, les Garibaldi, dont descendra Giuseppe Garibaldi, figure de la création du royaume unifié d'Italie en 1861, dont l'un des aînés faisait partie des équipages de Bavastro.
Bavastro quitte très tôt l'école pour se consacrer à sa seule passion : la mer. Autodidacte, ne sachant ni lire ni écrire, il passe sa vingtaine dans l'univers du port de Nice où il assure pour différents armateurs, en qualité de marin indépendant, des convoyages maritimes commerciaux en Méditerranée entre Nice et Gênes. Il tente ensuite de devenir lui-même armateur en commençant son activité avec une petite goelette que l'aidera à payer son père juste avant sa mort.
Il se marie à 22 ans en 1782 avec Anna Maria Faissola (Nice, 1760-Nice, 1810), cousine de l’abbé Faissola (Nice, 1765-Nice, 1835), vicaire de l'église Saint-Jacques-le-Majeur de Nice, issue de la vieille maison nobiliaire niçoise Faissola par son père et de la famille piémontaise Bessone par sa mère. Ils auront six enfants ensemble dont quatre survivront à la petite enfance (Maria Teresa en 1783 décédée l'année suivante, Maria Geromina en 1784, Anna en 1785 décédée la même année, Carlo Rocco Roch en 1786, Michele en 1788, et Teresa qui naîtra à Gènes en 1789).
De 1789 à 1792, Bavastro subit l'échec financier de sa première compagnie d'armateur. Échec pour cause de crise monétaire et de pénurie de marchandises à transporter, conséquences de la Révolution française, des bouleversements des flux commerciaux et de l'inflation qu'elle provoque. Il est poursuivi en justice par ses créanciers après sa faillite et décide de se replier sur Gênes.
C'est bien la Révolution française qui, indirectement, précipitera l'aventure de Bavastro. Lors de l'invasion des troupes révolutionnaires françaises en 1792 dans le comté de Nice, alors État de Savoie du royaume de Sardaigne à Turin, le marin, exilé à Gênes est porté sur la liste des émigrés réfractaires à la révolution. En 1793, il assure même par mer une liaison clandestine entre Marseille, Antibes, Nice et Gênes pour permettre à d'autres réfractaires de pouvoir émigrer.
C'est l'un de ses amis d'enfance, le militaire niçois André Masséna, plus tard maréchal d'Empire et dont le grand-père était ami avec Michele Bavastro, qui, avec d'autres amis de la famille, facilite son retour et l'entraîne dans le tourbillon de cette révolution. Bavastro adhère à certains idéaux progressistes portés par la révolution et incarnés par Masséna ; les deux hommes sont d'ailleurs proches de la loge maçonnique « des vrais amis réunis ».
Bavastro refuse néanmoins de participer à toute opération militaire de l'armée française contre les barbets, les résistants de l'arrière-pays niçois ; pas plus qu'il ne voudra apparaître dans un engagement de type politique ou idéologique.
De 1794 à 1796, il redevient marin et œuvre pour le ravitaillement depuis Gênes des ports de Nice, sous la menace des frégates anglaises qui tentent de le bloquer, et de Toulon. Masséna s'illustre lors de la première campagne d'Italie du jeune général Bonaparte en 1797 dont il devient l'un des fidèles. Bavastro ne voulant intégrer aucun corps d'armée afin de rester libre et indépendant, Masséna lui propose de devenir « corsaire de la République » afin d'utiliser sa parfaite connaissance de la Méditerranée pour harceler les navires anglais et barbaresques afin d'enrayer leur domination stratégique sur cette zone maritime.
En 1798, Bavastro le corsaire participe en Méditerranée au ravitaillement des troupes du Général Bonaparte alors lancé dans sa campagne d'Égypte. En avril 1800, il s'illustre encore, cette fois, lors du siège de Gênes dont le port est mis en état de blocus par les navires anglais et où son ami Masséna est retranché. Suivront la bataille de Marengo à la suite de laquelle Masséna est démis de son commandement à la suite d'affaires de pillages. La trajectoire des deux hommes se sépare. Masséna remonte vers Paris et s'oriente vers un rôle plus politique tandis que Bavastro, au contraire, s'affranchit de toutes contingences militaires ou politiques pour mener son parcours sans avoir de comptes à rendre à quiconque, se rangeant sous l'étoile bonapartiste et ne répondant qu'à son goût pour l'aventure et sa loyauté pour l'Empereur.
De 1800 à 1810, pendant la première décennie du dix-neuvième siècle, Bavastro parcourt inlassablement la Méditerranée à bord de sa petite frégate l'Intrépide armée de seulement quatre canons pour livrer combats aux navires anglais qui profitent de la domination technique de la marine britannique pour couper le ravitaillement des ports français, italiens et espagnols.
Le 12 août 1803, celui que l'on surnomme déjà « le Lion de Gibraltar » va définitivement entrer dans la légende des combats maritimes. Sa frégate rencontre deux puissants navires anglais, l'Astrée et le Mary Stevens. Alors qu'il est pris en étau et canonné par les deux bâtiments, Bavastro et ses hommes prennent d'assaut, aux grappins, le premier. À coups de fusils et même de haches, le combat au corps à corps est furieux et Bavastro parvient à prendre le contrôle de l'Astrée. Résistant à la canonnade du second navire, il en prend également le contrôle par assaut. L'Intrépide et ses deux prises de guerre rejoignent victorieusement le port de Tarifa.
La nouvelle se répand sur tout le bassin méditerranéen et Bavastro devient l'objet, de son vivant, d'un véritable culte populaire, par des ex-voto placés dans les églises niçoises et génoises ou par des messes et prières à la Madone.
En 1804, Bavastro fait armer la corvette Joséphine (renommée en hommage à l'Impératrice) équipée de dix-huit canons avec laquelle, lors de batailles navales incessantes, le corsaire fera comme prises de guerre différents navires tels le Saint-Constantin, l'Envie, le Katherine, le «Mercuri ou encore le Sayda s'emparant également de leurs cargaisons de marchandises. Le butin atteint des sommes faramineuses pour l'époque et sa réputation ne cesse de grandir.
Alors que ses exploits maritimes se multiplient, ce sont d'autres ennemis qui auront, provisoirement, raison de lui : la politique et l'administration. Masséna est éloigné des cercles du pouvoir par Napoléon après son échec dans la guerre du Portugal en 1810 et ne peut ainsi plus venir en soutien à son ami d'enfance. Le trésor public français lui demande des comptes sur la réversion de parts de ses butins de mer au titre de l'impôt, tandis que son associé armateur, le sieur Pollin, le poursuit devant le tribunal de Marseille pour n'avoir pas réglé les frais d'armement de certains navires que Bavastro utilisait en marge de ses activités de corsaire à des fins de commerce de marchandises.
Doublement condamné par la justice, Bavastro, déjà âgé de 50 ans, perd la même année son épouse et mère de ses quatre enfants. Il décide de se retirer quelque temps dans sa maison du port de Nice. Dépossédé du trésor de guerre qu'il avait amassé durant toutes ces années, il survit en effectuant de modestes commerces et de la contrebande entre le comté de Nice annexé et le port de Gênes.
En 1814, il met au point un plan d'évasion de Napoléon exilé sur l'île d'Elbe. Ce plan ne pourra être exécuté, le corsaire ne trouvant aucun soutien prêt à tenter l'impossible opération. La chute de l'empire napoléonien après Waterloo en 1815, entraînant la seconde restauration de la royauté française, scelle sa disgrâce. La nouvelle alliance entre les rois de France et d'Angleterre le place dans une position intenable compte tenu de ses faits d'armes au service de l'Empire.
Après avoir combattu pour la France, celle-ci le répudie et le condamne à l'oubli et à la pauvreté. Bavastro quitte Nice pour s'exiler à Gênes où il dispose encore de quelques soutiens.
Il part ensuite en Amérique du Sud et rejoint, en 1818, les forces qui œuvrent pour l'indépendance de l'Amérique latine menées par Simon Bolivar. Après plusieurs campagnes, il décide de s'établir en tant qu'armateur à la Nouvelle-Orléans, en Amérique du Nord, sur la rive du Mississippi. Marin prodige mais peu doué pour les affaires, il gagne néanmoins rapidement de l'argent, prospère, mais finira par tout reperdre
De nouveau ruiné, il revient à Nice où une proposition inattendue le tirera de sa retraite et relancera le dernier chapitre de ses aventures. À Paris, le règne du roi Charles X se termine sèchement en juillet 1830 à l'occasion de la révolte des Trois Glorieuses. Son successeur, le roi Louis-Philippe, impulse un changement politique profond, tant pour les affaires intérieures que pour la diplomatie internationale de la France. Le nouveau régime en place à Paris lui fait parvenir une offre : devenir capitaine du port d'Alger tout juste pris militairement quelques mois plus tôt. Bavastro apparaît, malgré ses 70 ans, comme l'homme de la situation pour sa connaissance de ce port d'Alger et de sa population qu'il a si souvent fréquentés lorsque les côtes d'Afrique du nord lui servaient de bases de mouillage durant ses campagnes corsaires.
Il exerce la fonction de 1830 à 1832 avant d'être promu Cadi (Maire) d'Alger la Blanche avec pour mission d'apaiser les tensions et de rétablir la paix entre Français et Algérois. Ce rôle diplomatique permet de reprendre le dialogue entre les belligérants. Malade, le vieux corsaire n'aura pas le temps d'accomplir cette ultime mission et meurt à Alger le 10 mars 1833 à l'âge de 72 ans. Ses dernières paroles sur son lit de mort, après dix jours d'agonie, furent : « Ouvrez les fenêtres, je veux voir la mer ».
Son corps est rapatrié à Nice, sa ville de cœur, où il est enterré au cimetière du Château.
Une rue de la ville porte son nom dans son quartier fétiche, derrière l'église Notre-Dame-du-Port. Une rue de la ville de Gênes porte également son nom.